# Denise Mina
Denise Mina (ur. 1966 w Glasgow) – szkocka autorka powieści, przedstawicielka nurtu tartan noir. Zadebiutowała w 1998 powieścią Garnethill, za którą otrzymała nagrodę Stowarzyszenia Pisarzy Kryminałów John Creasy Dagger dla najlepszej debiutanckiej powieści kryminalnej.

## Twórczość

### Trylogia Garnethill
- 1999 – Garnethill
- 2001 – Exile
- 2002 – Resolution

### Patricia „Paddy” Meehan
- 2005 – The Field of Blood (wyd. pol. pt. Pole krwi, przekł. Hanna Pawlikowska-Gannon, Warszawa 2008)
- 2006 – The Dead Hour (wyd. pol. pt. Martwa godzina, przekł. Maciej Świerkocki, Warszawa 2009)
- 2007 – The Last Breath (wyd. pol. pt. Ostatnie tchnienie, przekł. Maciej Świerkocki, Warszawa 2010)

### Alex Morrow
- 2009 – Still Midnight
- 2010 – The End of the Wasp Season
- 2012 – Gods and Beasts

### Inne powieści
- Sanctum (2003)